# 布蘭道岩
布蘭道岩（英語：Brandau Rocks）是南極洲的岩石，位於奧次地，處於卡拉佩斯冰原島峰以西1公里，在1964年由新西蘭的研究隊勘察，現時由南極條約體系管理。